# Порто Ново
Порто Ново (фр. Porto-Novo, такође познат под називима Хогбоноу и Аџаце) је главни град Бенина. Има 264.320 становника и важна је лука у Гвинејском заливу. Налази се на острву у југоисточном делу државе. Порто Ново је други град по величини у Бенину, после Котонуа који је у сваком погледу важнији од Порто Нова. У региону око града производи се палмино уље и памук. Нафта је откривена током 90-их и постала је важни извозни производ.

## Географија

### Клима
Порто Ново има климу тропске саване (Копен Aw) са константно топлим и влажним условима и две влажне сезоне: дуга влажна сезона од марта до јула и краћа сезона кише у септембру и октобру. Локација града на ивици Дахомејског јаза чини га много сушнијим него што би се очекивало тако близу екватора, иако је мање сув од Акре или Ломеа.
| Клима Порто Нова       | Клима Порто Нова | Клима Порто Нова | Клима Порто Нова | Клима Порто Нова | Клима Порто Нова | Клима Порто Нова | Клима Порто Нова | Клима Порто Нова | Клима Порто Нова | Клима Порто Нова | Клима Порто Нова | Клима Порто Нова | Клима Порто Нова |
| Показатељ \ Месец      | .Јан.            | .Феб.            | .Мар.            | .Апр.            | .Мај.            | .Јун.            | .Јул.            | .Авг.            | .Сеп.            | .Окт.            | .Нов.            | .Дец.            | .Год.            |
| ---------------------- | ---------------- | ---------------- | ---------------- | ---------------- | ---------------- | ---------------- | ---------------- | ---------------- | ---------------- | ---------------- | ---------------- | ---------------- | ---------------- |
| Просек, °C (°F)        | 27 (81)          | 28 (82)          | 28 (82)          | 28 (82)          | 27 (81)          | 26 (79)          | 25 (77)          | 25 (77)          | 25 (77)          | 26 (79)          | 27 (81)          | 27 (81)          | 26 (79)          |
| Количина кише, mm (in) | 23 (0,91)        | 34 (1,34)        | 86 (3,39)        | 127 (5)          | 215 (8,46)       | 370 (14,57)      | 129 (5,08)       | 44 (1,73)        | 89 (3,5)         | 140 (5,51)       | 52 (2,05)        | 16 (0,63)        | 1,325 (52,17)    |
| Извор:                 |                  |                  |                  |                  |                  |                  |                  |                  |                  |                  |                  |                  |                  |

## Историја
Порто-Ново је некада био вазал јорубског краљевства Ојо, које му је нудило заштиту од суседног народа Фон, који је ширио свој утицај и моћ у региону. Заједница Јоруба у Порто-Нову данас остаје једна од две етничке групе староседелаца града. Град се првобитно звао Ајаше (Àjàṣẹ у јорубској ортографији) од стране Јоруба, а Хогбону од стране народа Ган.
Иако су историјски првобитни становници ове области говорили јорубски, изгледа да је дошло до таласа миграције из региона Алада даље на запад током 1600-их, што је довело Те-Агбалина (или Те Агданлина) и његову групу у регион Ајаше 1688. године. Ова нова група донела је са собом свој језик и настанила се међу оригиналним Јорубама. Чини се да је свака етничка група од тада задржала свој етнички идентитет, а да једна група није била лингвистички асимилована у другу. Португалац Еукаристо де Кампос је 1730. године назвао град „Порто-Ново“ због његове сличности са градом Портом. Првобитно је развијен као лука за трговину робљем.
Године 1861, Британци, који су били активни у оближњој Нигерији, бомбардовали су град, што је убедило Краљевину Порто-Ново да прихвати француску заштиту 1863. године. Суседна Краљевина Дахомеј се противила француском мешању у регион и избио је рат између две државе. Године 1883, Порто Ново је укључен у француску „колонију Дахомеја и њене зависности“, а 1900. је постао главни град Дахомеја. Као последица тога, заједница која је раније испољавала ендоглосну двојезичност сада је почела да испољава егзоглосну двојезичност, уз додатак француског у језички репертоар становника града. Међутим, за разлику од ранијих градских ганских миграната, Французи су настојали да наметну свој језик у свим сферама живота и потпуно сузбију употребу и пролиферацију аутохтоних језика.
Краљеви Порто Нова наставили су да владају градом, званично и незванично, све до смрти последњег краља, Алохинта Гбефе, 1976. године. Од 1908. године, краљ је носио титулу Chef supérieur. Многи Афро-Бразилци су се населили у Порто Нову по повратку у Африку након еманципације у Бразилу. Бразилска архитектура и храна су важни за културни живот града. Под француском колонијалном влашћу, бег преко нове границе у Нигерију под британском управом како би се избегло оштро опорезивање, војна служба и принудни рад били су уобичајени. Важно је напоменути да јужна гранична област Нигерије и Бенина произвољно пролази кроз подручја насељена људима који говоре јоруба и егун. Комбинација горе поменутих фактора, заједно са чињеницом да сам град лежи у сфери нигеријског социоекономског утицаја, дали су Портоновијанцима преференцију за извесну меру бинационалности или двојног држављанства, са неопходним лингвистичким последицама; на пример, нигеријски кућни видео филмови у Јоруби са енглеским титловима постали су популарни у Порто Нову и његовим предграђима.

## Становништво
Порто-Ново је 2013. године имало пописаних 264.320 становника. Становници су углавном из народа Јоруба и Ган, као и људи из других делова земље, и из суседне Нигерије.
Популациони тренд:
| 1979.   | 1992.   | 2002.   | 2013.   |
| ------- | ------- | ------- | ------- |
| 133.168 | 179.138 | 223.552 | 264.320 |

## Привреда
Регион око Порто Нова производи палмино уље, памук и капок. Нафта је откривена у близини обале града 1968. године и постала је важан извозни производ од 1990-их. Порто Ново има фабрику цемента. Град је дом огранка Meђународне Банке Бенина, главне банке у Бенину, и пијаце Оуандо.

## Значајни људи
- Алексис Аданд, археолог[14]
- Аницет Адџамоси, фудбалер.[15]
- Камароу Фасаси, политичар.[16]
- Ромуалд Хозоум, уметник[17]
- Самјуел Ошофа, који је основао Небеску цркву Христа.[18]
- Марк Товалу Квант, правник, писац и пан-африканиста.[19]
- Полин Соуманоу Виејра, редитељ и писац[20]

## Знаменитости
- Етнографски музеј у Порто Нову, чува велику колекцију Јоруба маски као и предмете везане за историју града и Бенина.
- Замак краља Тофа
- Музеј Да Силва, историјски музеј Бенина. Показује какав је био живот Бразилских црнаца који су се вратили у град.
- Гувернерска палата.

## Партнерски градови
- Сержи